# Forever, Michael
Forever, Michael je album američkog pjevača Majkla Džeksona izdat 1975. godine za kuću Motaun. Ovo je bio njegov četvrti solo album i ujedno poslednji za pomenutu kuću prije nego što će sa svojom braćom godinu kasnije raskinuti i sa kućom Si-Bi-Es. Pjesme sa albuma su većinom snimljene 1974. godine i na njima se jasno primjećuje pjevačeva promjena i adaptacija glasa na soul što je oduševilo ljubitelje te muzike. To je uzrokovalo njegovu kasniju saradnju sa čuvenom kućom Epik.
Zbog komercijalnog uspjeha i činjenice da je ovo album jednog od članova grupe Džekson 5, grupa se ponovo vratila među 40 najboljih uz pomoć producenata braće Holand. Pjesma koja je postala komercijalno uspješna sa albuma jeste „One Day In Your Life“ bivajući broj jedan i šesti najprodavaniji singl te godine u UK.